# Diócesis de Bunia
La diócesis de Bunia (en latín: Dioecesis Buniaënsis y en francés: Diocèse de Bunia) es una circunscripción eclesiástica de la Iglesia católica en la República Democrática del Congo. Se trata de una diócesis latina, sufragánea de la arquidiócesis de Kisangani. Desde el 1 de abril de 2005 su obispo es Dieudonné Uringi Uuci.

## Territorio y organización
La diócesis tiene 22 470 km² y extiende su jurisdicción sobre los fieles católicos de rito latino residentes en el territorio de Djugu y parte del de Irumu en la provincia de Ituri.
La sede de la diócesis se encuentra en la ciudad de Bunia, en donde se halla la Catedral de Nuestra Señora de las Gracias.
En 2020 en la diócesis existían 17 parroquias.

## Historia
La prefectura apostólica de Lago Alberto fue erigida el 27 de junio de 1922 con el breve Quae catholico del papa Pío XI, obteniendo el territorio de los vicariatos apostólicos de Stanley Falls (hoy arquidiócesis de Kisangani) y de Uganda (hoy arquidiócesis de Kampala).
La prefectura apostólica fue elevada a vicariato apostólico el 11 de diciembre de 1933 con la bula Lacus Alberti del papa Pío XI.
El 10 de noviembre de 1959, en virtud de la bula Cum parvulum del papa Juan XXIII, el vicariato apostólico fue elevado a diócesis y asumió su nombre actual.
El 2 de julio de 1962 cedió una parte de su territorio para la erección de la diócesis de Mahagi (hoy diócesis de Mahagi-Nioka) mediante la bula Quod Venerabiles del papa Juan XXIII.

## Estadísticas
Según el Anuario Pontificio 2021 la diócesis tenía a fines de 2020 un total de 611 000 fieles bautizados.
| Año                                                                             | Población            | Población | Población      | Sacerdotes | Sacerdotes    | Sacerdotes    | Bautizados por sacerdote | Diáconos permanentes | Religiosos | Religiosos | Parroquias |
| Año                                                                             | Bautizados católicos | Total     | % de católicos | Total      | Clero secular | Clero regular | Bautizados por sacerdote | Diáconos permanentes | Varones    | Mujeres    | Parroquias |
| ------------------------------------------------------------------------------- | -------------------- | --------- | -------------- | ---------- | ------------- | ------------- | ------------------------ | -------------------- | ---------- | ---------- | ---------- |
| 1950                                                                            | 173 861              | 412 256   | 42.2           | 72         | 8             | 64            | 2414                     |                      | 38         | 114        | 15         |
| 1958                                                                            | 285 736              | 667 665   | 42.8           | 101        | 14            | 87            | 2829                     |                      | 55         | 193        |            |
| 1970                                                                            | 281 635              | 543 383   | 51.8           | 83         | 14            | 69            | 3393                     |                      | 121        | 212        | 70         |
| 1980                                                                            | 368 608              | 703 933   | 52.4           | 72         | 17            | 55            | 5119                     |                      | 111        | 204        | 18         |
| 1990                                                                            | 464 781              | 886 677   | 52.4           | 69         | 33            | 36            | 6735                     |                      | 82         | 209        | 12         |
| 1999                                                                            | 551 209              | 1 027 381 | 53.7           | 69         | 50            | 19            | 7988                     |                      | 34         | 211        | 12         |
| 2000                                                                            | 520 398              | 1 031 945 | 50.4           | 67         | 49            | 18            | 7767                     |                      | 34         | 200        | 12         |
| 2001                                                                            | 527 439              | 1 020 808 | 51.7           | 69         | 49            | 20            | 7644                     |                      | 36         | 191        | 12         |
| 2003                                                                            | 474 695              | 918 727   | 51.7           | 61         | 45            | 16            | 7781                     |                      | 31         | 161        | 12         |
| 2006                                                                            | 439 700              | 710 226   | 61.9           | 51         | 39            | 12            | 8621                     |                      | 28         | 105        | 12         |
| 2012                                                                            | 490 844              | 841 000   | 58.4           | 66         | 54            | 12            | 7437                     |                      | 38         | 179        | 12         |
| 2015                                                                            | 539 265              | 1 070 161 | 50.4           | 64         | 52            | 12            | 8426                     |                      | 37         | 163        | 12         |
| 2018                                                                            | 581 782              | 1 184 622 | 49.1           | 64         | 54            | 10            | 9090                     |                      | 29         | 199        | 17         |
| 2020                                                                            | 611 000              | 1 155 730 | 52.9           | 76         | 66            | 10            | 8039                     |                      | 33         | 200        | 17         |
| Fuente: Catholic-Hierarchy, que a su vez toma los datos del Anuario Pontificio. |                      |           |                |            |               |               |                          |                      |            |            |            |

## Episcopologio
- Alphonse Joseph Matthijsen, M.Afr. † (21 de junio de 1922-19 de agosto de 1963 falleció)
- Gabriel Ukec † (29 de septiembre de 1964-2 de julio de 1984 renunció)
- Léonard Dhejju † (2 de julio de 1984-6 de abril de 2002 renunció)
  - Sede vacante (2002-2005)[nota 1]
- Dieudonné Uringi Uuci, desde el 1 de abril de 2005